# 朝露 (駆逐艦)
|          |                                                                       |
| 艦歴     |                                                                       |
| 計画     | 明治37年度臨時軍事費                                                  |
| 起工     | 1905年4月28日                                                         |
| 進水     | 1906年4月11日                                                         |
| 就役     | 1906年10月16日                                                        |
| その後   | 1912年8月28日三等駆逐艦 1913年11月9日座礁、船体切断、前部沈没         |
| 除籍     | 1914年4月15日                                                         |
| 性能諸元 |                                                                       |
| 排水量   | 常備：381t 満載：450t                                                 |
| 全長     | 69.2メートル                                                          |
| 全幅     | 6.6メートル                                                           |
| 吃水     | 1.8メートル                                                           |
| 機関     | レシプロエンジン2基2軸、6,000hp                                       |
| 最大速力 | 29ノット                                                              |
| 航続距離 | 11ノット/850カイリ                                                    |
| 乗員     | 70人                                                                  |
| 兵装     | 80mm（40口径）単装砲 2門 80mm（28口径）単装砲 4門 450mm魚雷発射管 2門 |

朝露（あさつゆ）は、大日本帝国海軍の駆逐艦で、神風型駆逐艦 (初代)の11番艦である。

## 艦歴
1905年（明治38年）2月15日、命名（製造番号第11号）。1906年（明治39年）4月22日、駆逐艦に類別。同年10月16日、大阪鉄工所桜島工場で竣工。
1913年（大正2年）11月9日、七尾湾大グリ暗礁で座礁し、大破。1914年（大正3年）4月15日、除籍。

## 艦長
※『日本海軍史』第9巻・第10巻の「将官履歴」及び『官報』に基づく。
駆逐艦長
- （兼）遠矢勇之助 少佐：1906年7月18日 - 12月20日
- 岡村秀二郎 大尉：1906年12月20日 - 1907年3月13日
- （兼）遠矢勇之助 少佐：1907年3月13日 - 1907年3月21日
- （兼）末次綱吉 大尉：1907年3月21日 - 8月26日
- 生野太郎八 少佐：1907年8月26日 - 1908年5月15日
- （兼）林直親 大尉：1908年5月15日 - 9月25日
- 青木董平 大尉：1908年9月25日 - 12月10日
- 荒城二郎 大尉：1908年12月14日 - 1909年12月1日
- （兼）前田数馬 大尉：1909年12月1日 - 1910年12月1日
- 中原市介 大尉：1910年12月1日 - 1912年5月22日
- 堀江豊雄 大尉：1912年5月22日 - 1913年10月14日
- （兼）藤田三他人 大尉：1913年10月14日 - 12月1日
- 藤田三他人 大尉：1913年12月1日 -